# خليج نابولي

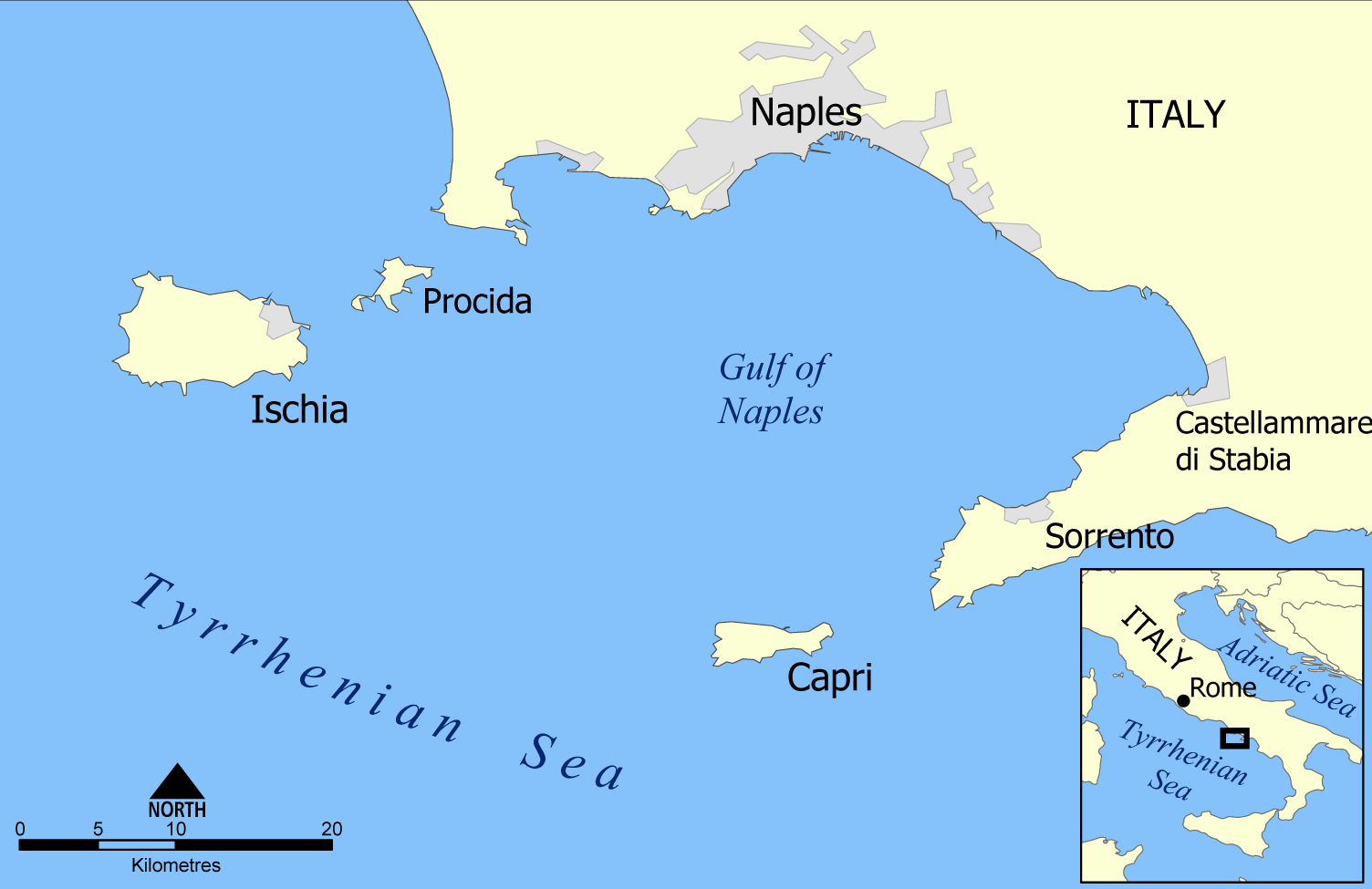
خليج نابولي وجزره

خليج نابولي أو خليج نَابُل هو خليج واقع على الساحل الجنوبي الغربي الإيطالي، يتصل من الغرب بالبحر المتوسط. تقع إلى شماله مدينة نابُل وبوتزولي وإلى شرقه جبل فيزوف ومن الجنوب تحده شبه جزيرة سورينتين ومدينة سُرِنْتة، تفصل شبه الجزيرة هذه خليج نابولي عن خليج سَلرِنَة.
تقع في الخليج جزائر قبرة وإسكيا وبروسيدا. منطقة الخليج منطقة سياحية هامة في إيطاليا حيث توجد أنقاض بلدتي بومبي وهيركيولانيوم فيها.

## اقرأ أيضا
- بروسيدا